# إيان هارت
إيان هارت (بالإنجليزية: Ian Harte)‏ (مواليد 31 أغسطس 1977) هو لاعب كرة قدم. يلعب مع منتخب جمهورية أيرلندا لكرة القدم. سبق له أن لعب في كأس العالم لكرة القدم مع منتخب بلاده.

## مسيرته الكروية
لعب إيان هارت خلال مسيرته الاحترافية مع 7 أندية في اثنين وعشرين موسمًا وسجل خلالها 73 هدفًا ضمن 459 مباراة. ولم يفز بأي موسم بالكأس أو بالدوري.
خاض إيان هارت مسيرته مع نادي ليدز يونايتد في موسم 1995–96 ليلعب معه تسعة مواسم، مشاركًا في 213 مباراة سجل خلالها 28 هدفًا. ثم انتقل إلى نادي ليفانتي في موسم 2004–05 واستمر معه طيلة ثلاثة مواسم، حيث شارك في 66 مباراة سجل خلالها 10 أهداف. لينتقل بعدها إلى نادي سندرلاند في موسم 2007–08 لمدة موسم واحد، مشاركًا في 8 مباريات ولم يسجل أي هدف. ثم انتقل إلى نادي كارلايل يونايتد في موسم 2008–09 واستمر معه طيلة ثلاثة مواسم، مشاركًا في 52 مباراة سجل خلالها 19 هدفًا. هذا وانتقل لاحقًا إلى نادي ريدنغ في موسم 2010–11 واستمر معه طيلة ثلاثة مواسم، مشاركًا في 88 مباراة سجل خلالها 15 هدفًا. ثم انتقل بعدها إلى نادي بورنموث في موسم 2013–14 ولمدة موسمين، مشاركًا في 28 مباراة سجل خلالها هدفًا واحدًا.

## روابط خارجية
- إيان هارت على موقع الاتحاد الدولي (مؤرشف)  (الإنجليزية)
- إيان هارت على موقع الاتحاد الأوربي (الإنجليزية)
- إيان هارت على موقع قاعدة بيانات كرة القدم.إي يو (الإنجليزية)
- إيان هارت على موقع ناشيونال فوتبول تيمز (الإنجليزية)
- إيان هارت على موقع Soccerbase.com (لاعب) (الإنجليزية)
- إيان هارت على موقع Soccerway.com (الإنجليزية)
- إيان هارت على موقع عالم كرة القدم.نت (الإنجليزية)
- إيان هارت على موقع كووورة
- إيان هارت على موقع AS.com (الإسبانية)